# Resurrection Remix OS
Resurrection Remix OS (comúnmente abreviado y conocido como RR) es un sistema operativo móvil alternativo de código abierto para teléfonos inteligentes y tabletas, basado en Android.

## Historia
Altan KRK comenzó el proyecto en enero de 2012. La primera versión se basó en Android 4.0. En 2013 se lanzó la versión 3.1.1 basada en Android KitKat, se agregaron distintas características con el objetivo de perfeccionar la ROM en todos los aspectos. Además de un nuevo diseño a nivel general, también se creó el sitio web y rápidamente se convirtió en una de las ROM personalizadas de Android más exitosas. Con el tiempo, se han unido bastantes desarrolladores y su comunidad ha crecido. El 24 de enero de 2019, se lanzó Resurrection Remix 7.0.0, basada en Android Pie. En mayo de 2020, empezó la distribución de la versión 8.1.0, basada en Android 10.

## Características
Resurrection Remix OS se distingue de otras ROMS, por las numerosas opciones de personalización y por un muy buen rendimiento. También ofrece optimizaciones que aumentan la duración de la batería. En los ajustes de desarrollador, tiene la opción de activar o desactivar los derechos de superusuario.

## Críticas
DroidView felicitó a la gran comunidad, las actualizaciones y las opciones de personalización, como en comparación con la sencillez de Lineage OS. ZDNet comento que Resurrección Remix OS era una ROM personalizada que podría evadir las exclusiones SafetyNet.
Resurrección Remix OS fue mencionado por el equipo de desarrollo de OpenKirin para llevar Android puro a dispositivos Huawei, y fue uno de los dos sugeridos para OnePlus 5.

## Dispositivos soportados
Actualmente hay más de 150 dispositivos soportados, algunos de los cuales son:
- Google
  - Nexus 5
  - Nexus 6P
  - Píxel
  - Píxel XL
  - Píxel 2
  - Píxel 2 XL
- Lenovo/ZUK
  - Lenovo ZUK Z2 (Plus)
- OnePlus
  - OnePlus One
  - OnePlus 2
  - OnePlus X
  - OnePlus 3
  - OnePlus 3T
  - OnePlus 5
  - OnePlus 5T
- Motorola
  - Moto G
  - Moto G (2014)
  - Moto G3 (osprey)
  - Moto G4 Plus/Play
  - Moto G5s Plus (sanders)
  - Moto G6
  - Moto G6 Play (jeter/aljeter)
  - Moto G7 Play (channel)
  - Moto G7 Power (ocean)
  - Moto G7 (river)
  - Moto G7 Plus (descontinuado)
  - Moto E
  - Moto E 2.ª generación
  - Moto X
  - Moto X 2.ª generación
  - Moto X Play/Style
  - Moto X (4.ª generación)
- Samsung
  - Samsung Galaxy Ace 2
  - Samsung Galaxy Grand Prime
  - Samsung Galaxy S2
  - Samsung Galaxy S3
  - Samsung Galaxy S4
  - Samsung Galaxy S5
  - Samsung Galaxy S6
  - Samsung Galaxy S6 Edge
- Sony
  - Sony Xperia Z
  - Sony Xperia ZL
- Xiaomi
  - Xiaomi Mi 6
  - Xiaomi Mi A1
  - Xiaomi Mi A2
  - Xiaomi Mi A2 Lite
  - Xiaomi Redmi Note 3
  - Xiaomi Redmi Note 4X
  - Xiaomi Redmi 4X (santoni)
  - Xiaomi Redmi 5
  - Redmi 5 Plus
  - Xiaomi Mi5
  - Xiaomi Redmi 5A (riva)
  - Xiaomi Redmi 7 (onclite)
  - Xiaomi Redmi Note 7 (Lavender)
  - Xiaomi Redmi Note 7 Pro (Violet)
  - Xiaomi Redmi Note 8
- POCO
  - Pocophone F1 (Beryllium)